# Kay Rush
Kathleen Rush, detta Kay (Milwaukee, 6 gennaio 1961), è una conduttrice televisiva, conduttrice radiofonica, disc jockey nonché attrice e blogger statunitense naturalizzata italiana.
Nota anche con il nome di Kay Sandvik dal 1995 ha adottato legalmente il cognome del suo padre naturale, Rush, in luogo di quello del patrigno, Sandvick.

## Biografia
Nata negli Stati Uniti da madre giapponese e padre svizzero-tedesco-statunitense, è cittadina italiana dalla primavera del 2006.
Ha studiato scrittura creativa all'Università del Wisconsin. Poco dopo si trasferisce a Parigi, dove lavora per un breve periodo come modella.

### Anni ottanta
Nel 1980 arriva in Italia e inizia a lavorare come deejay. Viene notata da Claudio Cecchetto che le propone di collaborare con Radio Deejay come tecnico del suono e poi al programma DeeJay Television su Italia 1, dove si occupa di scrivere e realizzare tutte le interviste agli artisti internazionali. È sua la voce del famoso 'Disc-o'Clock'. Nel 1986 la Rai le affida la conduzione di Hit parade quindi di Discoring e della sezione rock del Festival di Sanremo 1989. Partecipa anche a Va' pensiero nel 1987.

### Anni novanta
Nel 1990 diventa sommelier e giornalista professionista. Torna negli Stati Uniti per studiare all'Actors Studio. Nel 1991 ricompare sugli schermi televisivi italiani affiancando prima Marino Bartoletti e poi Raimondo Vianello nella conduzione di Pressing. Nel 1992 si dedica quindi al teatro, nel ruolo di Helena Charles nell'opera teatrale di John Osborne Ricorda con rabbia per la regia di Diego Pesaola (Zap Mangusta) e al cinema, nel ruolo di Lisa Bonetti nel film Alibi perfetto diretto da Aldo Lado. Nel 1993, affiancata da Richard Roundtree e Giovanni Guidelli, interpreta il ruolo di Paula nello sceneggiato giallo Moscacieca di Mario Caiano.
Dopo un nuovo periodo di assenza torna sui teleschermi nel 1995 per seguire una serie di eventi speciali dedicati alla montagna per Tele+2. Nel 1996 è nel cast della fiction Pazza famiglia di e con Enrico Montesano e dal 1997, per i successivi tre anni, le vengono affidate le interviste e i collegamenti dal backstage del Concerto del 1º Maggio con Piero Chiambretti. Nel 1997 recita al fianco di Sandra Mondaini e Raimondo Vianello nel film tv Quattro assi per una rapina della serie I misteri di Cascina Vianello.
Nel 1998 si trasferisce in Francia. Dallo stesso anno si occupa della programmazione musicale di Montecarlo Nights su Radio Monte Carlo, conducendo anche una trasmissione notturna dedicata alla musica jazz, soul, lounge e chill out.

### Anni duemila
Prosegue il suo costante impegno radiofonico ma nel 2000 viene chiamata dalla televisione spagnola Telecinco per condurre il programma d'avanguardia, culturale e d'attualità Nosolomúsica, che diventa presto un cult. Nel 2001 è nel cast di Senza filtro, film con protagonisti gli Articolo 31 e, tra gli altri, Anna Melato e Cochi Ponzoni.
Nel 2003 lascia la conduzione di Montecarlo Nights per dedicarsi interamente a Nosolomusica, di cui diventa uno degli autori. In Italia conduce su Studio Universal, canale satellitare di Sky Italia, Hollywood's Greatest Stunts, una rubrica dedicata agli stuntman più famosi d'America. Nello stesso anno si sposa dopo tre anni di fidanzamento, con lo spagnolo Ismael Santos, ex-campione e capitano della squadra di basket del Real Madrid.
Dal 2007 è la presentatrice ufficiale della serata di premiazione di Rock Master, una competizione di arrampicata che si svolge ad Arco di Trento. Nel 2008 e 2009, è presente come giornalista al Trentino Film Festival dove si occupa di intervistare i personaggi più importanti del mondo della montagna.
Dopo quattro anni di attività in Spagna torna definitivamente in Italia dove viene richiamata da Radio Monte Carlo; le viene affidata la conduzione di due programmi scritti e ideati da lei stessa: Rush Hour, un programma quotidiano di attualità internazionale e Unlimited, programma di musica deep house in onda durante il week-end. Dal 2005 al 2018 la Rush pubblica venti compilation di successi della serie Kay Rush Presents Unlimited.
Nel giugno del 2007 esce il suo primo romanzo, Il seme del desiderio, per l'editore Sonzogno. Nel giugno del 2008 è tornata a Radio Monte Carlo con il suo programma di musica soulful e deep house, RMC Unlimited. Ha ideato e presentato il programma radiofonico dedicato alla notte delle elezioni su Radio Monte Carlo, Elezioni U.S.A. 2008 - Il rush finale. Il 7 luglio 2009 ha partecipato come commentatrice al Michael Jackson Memorial, trasmesso su Italia 1 in diretta. Nel 2009, esce il suo secondo romanzo Winter Love per l'editore Sonzogno.
Nell'ottobre del 2010 esce la decima edizione della compilation Kay Rush Presents Unlimited e il suo secondo romanzo, Winter Love, edito da Marsilio Editori. In marzo 2011 esce la prima edizione della compilation Kay Rush feat. Harley & Muscle presents House Classics. A marzo del 2011 nasce la prima web radio di soulful e deep house in Italia, RMC Radio Kay Kay.
Nell'aprile 2011 esce l'undicesima edizione di Kay Rush Presents Unlimited. Nell'ottobre del 2011 esce Kay Rush Presents Unlimited XII, seguito a maggio 2012 da Kay Rush Presents Unlimited XIII. Nel 2013 escono Kay Rush Presents Unlimited XIV e XV, mentre a maggio 2014, infine, è la volta di Kay Rush Presents Unlimited XVI. Nel 2018 esce Kay Rush Presents Unlimited XX, l'ultima della serie.
Dal luglio 2012 al 15 dicembre 2023, dal lunedì al venerdì, ha condotto Kay is in the Air, un programma radiofonico di attualità internazionale su Radio Monte Carlo - Italia di cui è stata co-autrice. Il 15 dicembre 2023 annuncia il termine della sua attività radiofonica.

## Vita privata
Kay Rush è vegana. Gestisce su internet un blog bilingue (italiano/inglese), incentrato sullo yoga.

## Filmografia parziale
- Sposerò Simon Le Bon, regia di Carlo Cotti (1986)
- Alibi perfetto, regia di Aldo Lado (1992)
- Pazza famiglia – serie TV (1995-1996)
- Linda e il brigadiere – serie TV, episodio 1x07 (1997)
- I misteri di Cascina Vianello – miniserie TV, episodio 1x03 (1998)
- Senza filtro, regia di Mimmo Raimondi (2001)